# Lau Nau
Lau Nau ou Laura Naukkarinen, nascido em 1980, é uma cantora e compositora finlandesa. Ela também é um membro das bandas Kiila, Päivänsäde, Anaksimandros, Avarus (Avarus) Maailma (Maailma), e o trio Hertta Lussu ASSA que consiste em Islaja e Kuupuu.

## Discografia
- Kuutarha  (Locust, 2005)
- Nukkuu  (Locust, 2008)
- Valohiukkanen , ( Fonal, 2012)
- Dobladillo. Någonstans  (Fonal, 2015) [1]